# Jaime Gómez Valencia
Jaime Gómez Valencia (San Juan del Río, 17 luglio 1993) è un calciatore messicano, centrocampista del Querétaro.

## Caratteristiche tecniche
È un esterno destro.

## Carriera
Cresciuto nel settore giovanile del Querétaro, ha esordito in prima squadra il 28 ottobre 2012 disputando l'incontro di Primera División pareggiato 0-0 contro l'Atlético San Luis.